# Festival de la Cançó d'Eurovisió 1988
El XXXIII Festival de la Cançó d'Eurovisió fou retransmès el 30 d'abril de 1988 en Dublín, Irlanda. Els presentadors van ser Pat Kenny i Michelle Rocca, i la victòria va ser per la representant de Suïssa, Céline Dion amb la cançó "Ne partez pas sans moi".

## Final

Països participants.
Països que hi van participar al passat però no el 1988.

| Núm. | País                | Intèrpret(s)         | Cançó                                  | Posició | Pts |
| ---- | ------------------- | -------------------- | -------------------------------------- | ------- | --- |
| 01   | Bèlgica             | Reynaert             | Laissez briller le soleil              | 18      | 5   |
| 02   | Turquia             | MFÖ                  | Sufi                                   | 15      | 37  |
| 03   | Finlàndia           | Boulevard            | Nauravat silmät muistetaan             | 20      | 3   |
| 04   | Regne Unit          | Scott Fitzgerald     | Go                                     | 2       | 136 |
| 05   | Islàndia            | Beathoven            | Sókrates                               | 16      | 20  |
| 06   | Alemanya Occidental | Maxi & Chris Garden  | Lied für einen Freund                  | 14      | 48  |
| 07   | França              | Gérard Lenorman      | Chanteur de charme                     | 10      | 64  |
| 08   | Suïssa              | Céline Dion          | Ne partez pas sans moi                 | 1       | 137 |
| 09   | Iugoslàvia          | Srebrna Krila        | Mangup                                 | 6       | 87  |
| 10   | Irlanda             | Jump the Gun         | Take him home                          | 8       | 79  |
| 11   | Grècia              | Afroditi Frida       | Clown                                  | 17      | 10  |
| 12   | Portugal            | Dora                 | Voltarei                               | 19      | 5   |
| 13   | Dinamarca           | Hot Eyes             | Ka' du se hva' jeg sa'?                | 3       | 92  |
| 14   | Àustria             | Wilfried             | Lisa Mona Lisa                         | 21      | 0   |
| 15   | Suècia              | Tommy Körberg        | Stad i ljus                            | 12      | 52  |
| 16   | Luxemburg           | Lara Fabian          | Croire                                 | 4       | 90  |
| 17   | Itàlia              | Luca Barbarossa      | Ti scrivo                              | 13      | 52  |
| 18   | Països Baixos       | Gerard Joling        | Shangri-la                             | 9       | 70  |
| 19   | Espanya             | La década prodigiosa | Made in Spain (La chica que yo quiero) | 11      | 58  |
| 20   | Noruega             | Karoline Krüger      | For vår jord                           | 5       | 88  |
| 21   | Israel              | Yardena Arazi        | Ben adam                               | 7       | 85  |